# Service national de police scientifique
Le service national de police scientifique est un service actif de la direction générale de la Police nationale du ministère de l'Intérieur français.

## Historique
De 1985 à 2017, certaines missions de ce service étaient assurées par la sous-direction de la police technique et scientifique, qui était alors une des sous-directions de la direction centrale de la Police judiciaire, l'une des directions actives de la direction générale de la Police nationale. 
En 2017, le nouveau service central est directement rattaché au directeur général de la Police nationale.
En 2021, le service national de police scientifique, service à compétence nationale créé auprès du directeur général de la police nationale, reprend les missions précédemment exercées par le service central de la police technique et scientifique et par l'Institut national de police scientifique (INPS) .
Le service est installé à Écully  (commune limitrophe de Lyon) mais il existe aussi une « résidence de direction » à Paris. 